# シルヴィア・シムス
シルヴィア・シムス（Sylvia Syms、1917年12月2日 - 1992年5月10日）は、アメリカのジャズ歌手。

## 略歴
シムスは、ニューヨーク・ブルックリン区でシルヴィア・ブラグマンとして生を受けた。彼女は子供の頃にポリオを患っていた。10代の頃、ニューヨーク52番街にあるジャズ・ナイトクラブの数々に通い、ビリー・ホリデイから非公式なトレーニングを受けた。そして1941年、ケリーズ・ステイブルでデビューを果たした。
1948年、グリニッジ・ヴィレッジにあるシンデレラ・クラブでパフォーマンスをしていたところをメイ・ウエストに見出され、ショーに出演する機会を与えられた。ナイトクラブで彼女を観察していた人物の中には、彼女を「世界で最も偉大な酒場の歌手」とみなしたフランク・シナトラもいた。シナトラは1982年のアルバム『Syms by Sinatra』で彼女を指揮した。
デッカ・レコードと契約を結び、1956年の「I Could Have Danced All Night」をレコーディングして大成功を収め、100万枚以上を売り上げて、ゴールド・ディスクを獲得した。シムスはマンハッタンにあるカーライルに定期的に出演。時には、カーライルのバーでカクテルを楽しみながら、即興でステージに上がり、キャバレーのもう一人の常連であるボビー・ショートと共演したこともあった。
シムスは1972年頃に肺を摘出された。手術を受けても、シャトー・ド・ヴィル・ディナー・シアターで行われたロジャース&ハマースタインのミュージカル『南太平洋』にブラッディ・メリー役で出演することはできた。
1992年5月10日、ニューヨークのアルゴンキン・ホテルのオーク・ルームで、ステージ中に心臓発作により亡くなった。74歳没。

## ディスコグラフィ

### リーダー・アルバム
- Songs By (1952年、Atlantic) ※10インチ盤
- After Dark (1954年、Version) ※10インチ盤
- Sylvia Sings (1954年、Atlantic) ※EP
- Songs By (1955年、Atlantic) ※12インチ盤
- Sylvia Syms Sings (1956年、Decca)
- 『シルヴィア・シムス・シングス』 - Sylvia Syms Sings (1956年、Atlantic)
- 『ソングス・オブ・ラヴ』 - Songs of Love (1957年、Decca)
- Torch Song (1959年、Columbia)
- 『ザット・マン』 - That Man (Love Letter to Frank Sinatra) (1961年、Kapp)
- Fabulous (1964年、20th Century Fox)
- 『シルヴィア・イズ!』 - Sylvia Is! (1965年、Prestige)
- For Once in My Life (1967年、Prestige)
- In A Sentimental Mood (1968年、Movietone) ※『Fabulous』の再発盤
- Love Lady (1970年、Stanyan)
- 『ラヴィングリー』 - Lovingly (1976年、Atlantic)
- She Loves to Hear the Music (1978年、A&M)
- Syms by Sinatra (1982年、Reprise)
- A Jazz Portrait of Johnny Mercer (1984年、DRG)
- Then Along Came Bill (1989年、DRG)
- You Must Believe in Spring (1992年、Elba)
- The Columbia Years (2004年、Columbia)

## フィルモグラフィ

### 映画
- The Goldbergs (1950年)
- 『青いヴェール』 - The Blue Veil (1951年)
- Night Without Sleep (1952年)
- It Happens Every Thursday (1953年)
- Some of My Best Friends Are... (1971年)
- 『生き残るヤツ』 - Born to Win (1971年)

## テレビ出演
- Eddie Condon's Floor Show – 1949年
- The Tonight Show – 1954年
- The Tonight Show – 1955年
- The Tonight Show – 1956年
- The VIP Show of the Year – 1956年9月9日
- The Tonight Show – 1956年10月
- Stars of Jazz – 1956年12月17日
- Art Ford's All-Star Jazz Party – 1958年
- Playboy's Penthouse – 1961年9月23日
- Playboy's Penthouse – 1962年4月21日
- The Merv Griffin Show – 1962年
- The Merv Griffin Show – 1963年
- The Tonight Show – 1963年9月17日
- The Mike Douglas Show – 1965年
- The Merv Griffin Show – 1966年6月29日
- Donald O'Connor Show – 1968年10月21日
- The Merv Griffin Show – 1969年
- The Mike Douglas Show – 1969年
- The Mike Douglas Show – 1970年8月9日
- The Tonight Show – 1972年8月6日
- The Mike Douglas Show – 1974年8月11日
- The Merv Griffin Show – 1974年
- The Tonight Show – 1975年2月25日
- The Merv Griffin Show – 1978年
- The Dick Cavett Show – 1978年11月16日
- Dinah! – 1978年11月17日
- Over Easy – 1978年11月24日
- Over Easy – 1980年5月23日
- Glenn Miller: A Moonlight Serenade – 1984年12月1日
- American Masters: The Long Night of Lady Day – 1986年8月3日
- Buddy Barnes Live at Studio B – 1986年